# Frank Naef
Frank Naef är en schweizisk röstkontrollant som var ytterst ansvarig för Eurovision Song Contest mellan 1978 och 1992. Han var den som tillkännagav Sveriges och Carolas seger när Sverige och Frankrike hamnade på samma poäng i Rom 1991. Naef var även kritisk mot Lill Lindfors när hon "tappade" kjolen under festivalen 1985.
Han efterträddes av dansken Christian Clausen.